# 参観灯台
参観灯台（さんかんとうだい）は、その内部が常時一般公開されている日本の灯台である。のぼれる灯台とも呼ばれる。2019年現在、日本全国で16基ある。

## 概要

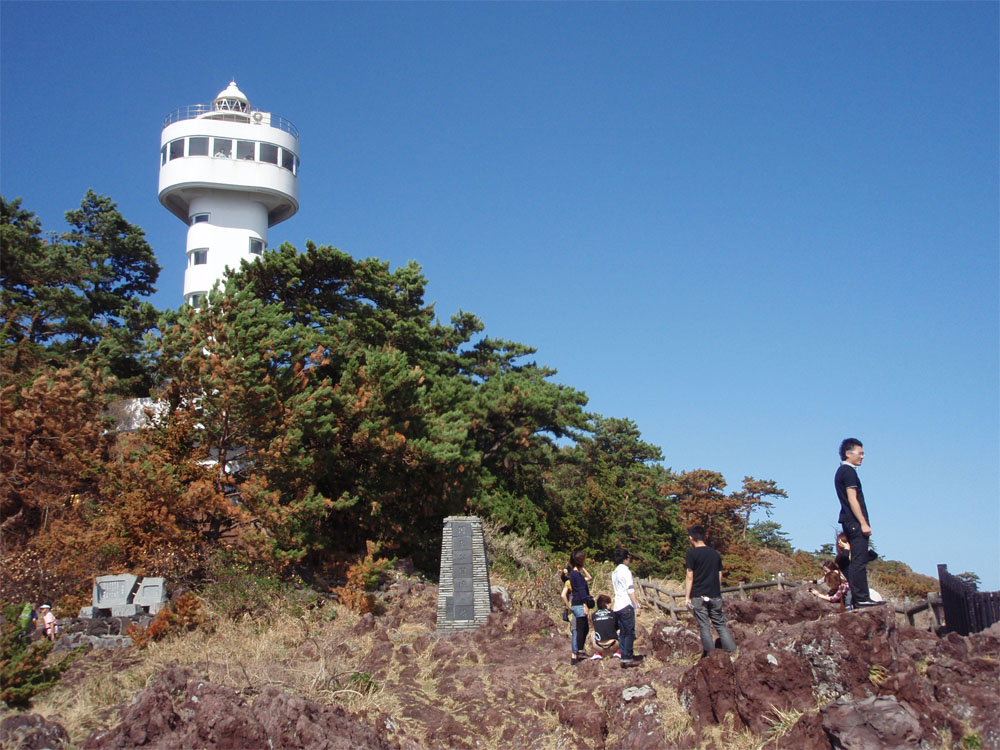
門脇埼灯台（静岡県伊東市）。燈光会が定める「のぼれる灯台」ではないが、展望台に上ることができる。

公益社団法人燈光会が海上保安庁から委託を受け、参観事業を行っている。参観にあたっては、大人ひとりあたり300円を基準とする寄付金の協力が求められている。
これらの灯台は、上部へ登って眺望を楽しむことができるほか、資料館や展示室を併設するものもある。ただし、荒天時や冬期などには公開されない場合もある。
なお、常時公開されていない灯台でも、海の日や灯台記念日（11月1日）の前後などに特別公開される場合がある。
その他、静岡県伊東市にある門脇埼灯台は燈光会の参観事業には加わっていないが、展望台に上ることが可能である。

## 沿革
灯台の参観自体は明治時代から行われていたが、当時は個別に許可を取って見学する必要があった。戦後、観光が盛んになると参観者が急増し、従来の取り扱いでは対応しきれなくなったため、参観が可能な参観灯台を定めて燈光会の職員を置き、整理料を徴収することとなった。
- 1948年3月 - 参観灯台制度が開始する。当時の参観灯台は13基（観音埼灯台、犬吠埼灯台、城ヶ島灯台、出雲日御碕灯台、野島埼灯台、潮岬灯台、清水灯台、大王埼灯台、塩屋埼灯台、剱埼灯台、釧路埼灯台、チキウ岬灯台、葛登支岬灯台、室戸岬灯台[6]）であった[7]。
- 2007年3月29日 - 15番目の参観灯台として、初島灯台（静岡県熱海市）が加わり、灯台資料館も併設された[8]。
- 2018年
  - 6月1日 - 尻屋埼灯台が一般公開され、全国の参観灯台の数は16となった[9]。
  - 10月1日 - 「のぼれる灯台（16基）スタンプラリー」を開始[2]。

## 参観灯台一覧
以下は、燈光会が定める16基の「のぼれる灯台」（参観灯台）の一覧である。
| 画像 | 灯台名         | 所在地                               | 初点灯日                         |
| ---- | -------------- | ------------------------------------ | -------------------------------- |
|      | 尻屋埼灯台     | 青森県下北郡東通村尻屋字尻屋崎1-1    | 1876年（明治9年）10月20日        |
|      | 入道埼灯台     | 秋田県男鹿市北浦入道崎字昆布浦       | 1898年（明治31年）11月8日        |
|      | 塩屋埼灯台     | 福島県いわき市平薄磯字宿崎34         | 1899年（明治32年）12月15日       |
|      | 犬吠埼灯台     | 千葉県銚子市犬吠埼9576               | 1874年（明治7年）11月15日        |
|      | 野島埼灯台     | 千葉県南房総市白浜町白浜630          | 1870年1月19日（明治2年12月18日） |
|      | 観音埼灯台     | 神奈川県横須賀市鴨居 4-1187          | 1869年2月11日（明治2年1月1日）   |
|      | 初島灯台       | 静岡県熱海市初島                     | 1959年（昭和34年）3月25日        |
|      | 御前埼灯台     | 静岡県御前崎市御前崎1581             | 1874年（明治7年）5月1日          |
|      | 安乗埼灯台     | 三重県志摩市阿児町安乗795            | 1873年（明治6年）4月1日          |
|      | 大王埼灯台     | 三重県志摩市大王町波切54-1           | 1927年（昭和2年）10月5日         |
|      | 潮岬灯台       | 和歌山県東牟婁郡串本町潮岬2877       | 1873年（明治6年）9月15日         |
|      | 出雲日御碕灯台 | 島根県出雲市大社町日御碕秋台原山1478 | 1903年（明治36年）4月1日         |
|      | 角島灯台       | 山口県下関市豊北町大字角島           | 1876年（明治9年）3月1日          |
|      | 都井岬灯台     | 宮崎県串間市大字都井岬               | 1929年（昭和4年）12月22日        |
|      | 残波岬灯台     | 沖縄県中頭郡読谷村字宇座岬原         | 1974年（昭和49年）3月30日        |
|      | 平安名埼灯台   | 沖縄県宮古島市城辺保良1221-14        | 1967年（昭和42年）3月27日        |